# Maloideae
Maloideae C.Weber je bila poddružina, v katero so nekateri taksonomi uvrščali jablane in sorodne rastline iz družine rožnic (Rosaceae). Nedavne raziskave molekularne filogenetike so pokazale, da tradicionalni skupini Spiraeoideae in Amygdaloideae pripadata istemu kladu kot Maloideae. Pravilno ime za to združeno skupino je Amygdaloideae. Prejšnje opredelitve Maloideae o se večinoma ujemale s podplemenom Malinae ali s plemenom Maleae. V to skupino spadajo rastline, ki dajejo gospodarsko pomembne plodove,  kot so jabolka in hruške, medtem ko so nekatere gojene kot okrasne rastline.
V svoji tradicionalnem ozkem pomenu obsega vrst (circumscription) je ta poddružina vključevala le grmovnice in majhna drevesa. Zanje je bil značilen pečkat plod, ki ga ne najdemo pri drugih predstavnikih družine rožnic. Poleg tega so imele te rastline osnovno število haploidnih kromosomov 17 (namesto 7, 8 ali 9, kot pri drugih rožnicah). Skupina je obsegala približno 28 rodov s približno 1100 vrstami po vsem svetu, pri čemer večina vrst raste v zmernem pasu severne poloble.

## Taksonomija
Poddružina je leta 1789 dobila ime Juss., vendar ime danes ni več veljavno, saj po sodobnih pravilih poimenovanja ne temelji na imenu rodu. Pozneje je bila ta skupina ločena v samostojno družino, imenovano Malaceae Small (formerly Pomaceae Lindl.).
V prejšnji vmesni klasifikaciji so poddružino Maloideae razširili, in vanjo vključili štiri rodove s suhimi, nepečkatimi plodovi. To so bili Kageneckia, Lindleya in Vauquelinia, ki imajo haploidno število kromosomov 15 ali 17, ter Gillenia, ki je zelnata in ima haploidno število kromosomov 9.
V svoji tradicionalnem ozkem pomenu obsega vrst poddružina Maloideae vključuje naslednje rodove:
- Amelanchier – hrušica
- Aria (glej Sorbus)
- Aronia – aronija
- Chaenomeles – japonska kutina
- Chamaemeles
- Chamaemespilus (glej Sorbus chamaemespilus)
- Cormus (glej Sorbus)
- Cotoneaster – panešplja
- Crataegus – glog
- Cydonia – kutina
- Dichotomanthes
- Docynia
- Docyniopsis
- Eriobotrya – lokvat
- Eriolobus
- Hesperomeles
- Heteromeles
- Malacomeles
- Malus – jablana
- Mespilus – nešplja
- Osteomeles
- Peraphyllum
- Photinia - fotinija
- Pseudocydonia – kitajska kutina
- Pyracantha – ognjeni trn
- Pyrus – hruška
- Rhaphiolepis
- Sorbus – jerebika, skorš
- Stranvaesia = Photinia pro parte
- Torminalis (glej Sorbus torminalis - brek)

Intergenerični hibridi:
- × Amelasorbus
- × Crataegosorbus
- × Crataemespilus
- × Malosorbus
- × Sorbocotoneaster
- × Sorbopyrus

Cepilne himere:
- + Crataegomespilus
- + Pyrocydonia (Pirocydonia)

## Značilnosti
Vključuje številne sadne vrste, ki so pomembne tako iz gospodarskega kot ekološkega vidika. Rastline iz te poddružine so značilne po svojih mesnatih plodovih, ki se razvijejo iz spodnjega plodnika in so botanično gledano jabolka.
1. Listi: Enostavni ali peresno sestavljeni, običajno z nazobčanimi robovi.
2. Cvetovi: Petštevni, z izrazitim hipantijem (razširjenim delom cvetne osi). So hermafroditi in pogosto privabljajo opraševalce.
3. Plod: Poseben tip plodu, imenovan jagodičje, ki vključuje več semen, obdana z mesnatim tkivom. To so pogosto užitni plodovi.

### Gospodarski pomen
- Sadje: Jabolka, hruške in kutine so med najpomembnejšimi sadnimi vrstami na svetu.
- Les: Nekatere vrste (npr. Sorbus) se uporabljajo za kakovosten les.
- Okrasne rastline: Glog, jerebika in kotonaster se pogosto uporabljajo v krajinskem oblikovanju.

### Ekološki pomen
- Plodovi so vir hrane za številne živali, vključno s pticami in sesalci.
- Cvetovi so pomemben vir nektarja in peloda za opraševalce, kot so čebele in metulji.